# Негідник Баскомб
Негідник Баскомб (англ. Bad Bascomb) — американський вестерн режисера C. Сільвана Сімона 1946 року.

## Сюжет
Після громадянської війни літні люди, Баскомб і його банда, намагаються пограбувати банк. Вони нариваються на пастку, оскільки офіцери чекають в засідці. Баскомб і холоднокровний вбивця Янсі втікають і приєднуються до мормонського фургона, який направляється в Юту. Вони знають, що золото заховане в поїзді і в кінцевому результаті Янсі знаходить його. План полягає в тому, щоб взяти золото і втекти, але дев'ятирічна дівчинка прив'язалася до Баскомба і Баскомб міняє плани.

## У ролях
- Воллес Бірі — Зеб Баскомб
- Маргарет О'Браєн — Еммі
- Марджорі Майн — Еббі Генкс
- Дж. Керолл Нейш — Барт Янсі
- Френсіс Рафферті — Дора Маккейб
- Маршалл Томпсон — Джиммі Голден
- Расселл Сімпсон — Ілья Вокер
- Ворнер Андерсон — Лютер Мейсон
- Дональд Кертіс — Джон Фултон
- Конні Гілкрайст — Енні Фрімонт
- Сара Гейден — Тіллі Лавджой
- Рени Риано — Люсі Лавджой
- Джейн Грин — Ганна Маккейб